# Черрітрі Тауншип (округ Венанго, Пенсільванія)
Черрітрі Тауншип (англ. Cherrytree Township) — селище (англ. township) в США, в окрузі Венанго штату Пенсільванія. Населення — 1308 осіб (2020).

## Демографія
Згідно з переписом 2010 року, у селищі мешкало 1540 осіб у 627 домогосподарствах у складі 467 родин. Було 719 помешкань
Расовий склад населення:
| - 98,9 % — білих - 0,3 % — азіатів - 0,2 % — чорних або афроамериканців - 0,1 % — вихідців з тихоокеанських островів - 0,1 % — корінних американців |

До двох чи більше рас належало 0,1 %. Частка іспаномовних становила 0,3 % від усіх жителів.
За віковим діапазоном населення розподілялося таким чином: 21,2 % — особи молодші 18 років, 59,0 % — особи у віці 18—64 років, 19,8 % — особи у віці 65 років та старші. Медіана віку мешканця становила 46,9 року. На 100 осіб жіночої статі у селищі припадало 104,2 чоловіків;  на 100 жінок у віці від 18 років та старших — 104,7 чоловіків також старших 18 років.
Середній дохід на одне домашнє господарство  становив 64 570 доларів США (медіана — 46 375), а середній дохід на одну сім'ю — 63 171 долар (медіана — 53 000). Медіана доходів становила 36 019 доларів для чоловіків та 34 286 доларів для жінок. За межею бідності перебувало 10,2 % осіб, у тому числі 11,5 % дітей у віці до 18 років та 2,1 % осіб у віці 65 років та старших.
Цивільне працевлаштоване населення становило 640 осіб. Основні галузі зайнятості: освіта, охорона здоров'я та соціальна допомога — 21,9 %, виробництво — 20,9 %, роздрібна торгівля — 13,9 %.